# Laconi
Laconi là một đô thị ở tỉnh Oristano trong vùng Sardinia, có khoảng cách khoảng 70 km về phía bắc của Cagliari và cách khoảng 40 km về phía đông của Oristano. Tại thời điểm ngày 31 tháng 12 năm 2004, đô thị này có dân số 2.221 người và diện tích là 125,1 km².
Đô thị Laconi có các frazioni (các đơn vị cấp dưới, chủ yếu là các làng) S.Sofia, Crastu, và Su Lau.
Laconi giáp các đô thị: Aritzo, Asuni, Gadoni, Genoni, Isili, Meana Sardo, Nuragus, Nurallao, Nureci, Samugheo, Senis, Villanova Tulo.